# 佐加頓斯體育會足球隊
佐加頓斯體育會足球隊（瑞典語：Djurgårdens IF Fotbollförening），簡稱尤爾戈登（Djurgården，瑞典語發音：[ˈjʉ̂ːrˌɡoːɖɛn]），是一家位於斯德哥爾摩的瑞典足球會，属于佐加頓斯體育會的一支足球隊，成立於1891年3月12日。球會曾奪得11次國內聯賽冠軍和4次國內杯賽冠軍，現在參與瑞典超級聯賽。佐加頓斯的球迷會稱之為「Järnkaminerna」。
佐加頓斯和馬模均在2000年之後，成為了瑞典足球會之中最強的勁旅。兩隊都在1999年降至甲組作賽，但一年後皆升班重回瑞典超級聯賽。佐加頓斯於2001年獲得聯賽第二名，2002年就成為聯賽冠軍兼瑞典杯冠軍。2003年成功衛冕，2004年成為瑞典杯冠軍，而2005年則重奪失落一季的聯賽冠軍。 
佐加頓斯早年曾多次到香港比賽，當時球會名稱按的瑞典語讀音（'jʉ:rˌgoːɖɛn）譯作「宇哥登」。

## 歷史
佐加頓斯體育會於1891年3月12日在動物園島一間咖啡館成立。而第一座主場館則於1896年於斯德哥爾摩落成啟用。而足球部則於1899年開始運作。1904年，佐加頓斯首次進入瑞典杯決賽，不幸地被奧基迪擊敗。而他們第一次奪得瑞典杯冠軍，就要到1912年了。當時佐加頓斯在決賽兩場均打和下，於第二次重賽擊敗對手。然後，他們再贏得三次瑞典杯冠軍，分別於1915年、1917年和1920年。可惜，佐加頓斯在第一次黃金時期結束前，從未贏得聯賽冠軍。
佐加頓斯只曾於1924年和1944年期間，兩次升上頂級聯賽角逐，而且兩次都在下季降回瑞典甲組聯賽角逐.而佐加頓斯更在1929年至1932年期間，三度降至瑞典乙組聯賽角逐。直至1944年起，佐加頓斯才開始在瑞超穩定下來。至第二次黃金年代於則界乎五十年代至六十年代。在這個時期，佐加頓斯四奪聯賽冠軍。在1959年，佐加頓斯足球會更和佐加頓斯曲棍球會一起贏得各自的聯賽冠軍，成為一時佳話。
至於七十年代，佐加頓斯並無更大進步，三次奪得瑞超聯第三名已是佐加頓斯最好的成績。而在八十年代，佐加頓斯更時活於糟糕的年代。佐加頓斯於1981年降班，和在1986年升回上瑞超前，兩度於升班附加賽中落敗，更於1987年再次降班。雖然佐加頓斯兩年後回到超級聯賽角逐並連續逗留了五季，但除了在1988年在超級聯賽落敗外，就再無更大的進步。在九十年代，佐加頓斯最少三次降落瑞甲角逐，當中兩次能成功升回超級聯賽，從2000年起，佐加頓斯再獲得重生，也是他們第三次的黃金時期，在2000年至2007年間，他們獲得了三次聯賽冠軍和三次瑞典杯冠軍。

## 著名球員
- Johan Elmander
- Tobias Hysén
- 安德斯·林帕尔
- Malcolm Macdonald
- Hans 'Tjalle' Mild
- 西格·帕林
- 斯特凡·雷恩
- 约斯塔·桑德贝里
- 卢卡斯·贝里瓦尔

## 成就
- 瑞典冠軍:
  - 冠軍(12): 1912, 1915, 1917, 1920, 1954–55, 1959, 1964, 1966, 2002, 2003, 2005, 2019

- 瑞典足球超級聯賽:
  - 冠軍 (8): 1954–55, 1959, 1964, 1966, 2002, 2003, 2005, 2019
  - 亞軍 (3): 1962, 1967, 2001

- 瑞典足球超級聯賽季後賽：
  - 亞軍 (1): 1988

- 瑞典國家盃（英语：Svenska Mästerskapet）:
  - 冠軍 (4): 1912, 1915, 1917, 1920
  - 亞軍 (7): 1904, 1906, 1909, 1910, 1913, 1916, 1919

- 瑞典盃:
  - 冠軍 (4): 1989–90, 2002, 2004, 2005
  - 亞軍 (3): 1951, 1974–75, 1988-89

## 紀錄
- 最大勝仗，瑞典足球超級聯賽：9-1 vs. 哈馬比, 1990年8月13日
- 最大敗仗，瑞典足球超級聯賽：1-11 vs. 北雪平足球會, 1945年10月14日
- 最高入場人數，Råsunda：48,894 vs. 哥登堡, 1959年10月11日
- 主場最高入場人數，斯德哥爾摩奧林匹克體育場：22,108 vs. AIK蘇納,  1946年8月16日
- 最多出場次數，瑞典足球超級聯賽：312, 斯文·林德曼 1965年–1980年
- 最多入球，瑞典足球超級聯賽：70, Gösta 'Knivsta' Sandberg 1951年–1966年

## 外部連結
- Djurgårdens IF Fotboll（页面存档备份，存于） - 官方網站
- Järnkaminerna Stockholm（页面存档备份，存于） - 官方球迷會網站
- Forum 1891（页面存档备份，存于） - 球迷網站
- Djurgårdens Supporters Club - 球迷網站